# ミートコンパニオン
株式会社ミートコンパニオンは、東京都立川市に本社を置く食肉卸企業である。

## 事業内容
- ミートパッカー（国産牛肉・豚肉）
  - 牛肉・豚肉を中心とした食肉卸業。
- フードサービス向け加工製品
  - チルド製品、調理冷凍食品など食肉加工製品の製造業。
- 外食事業
  - 七輪牛タン『DANRAN亭』（立川店）の運営。

## 沿革
- 1974年（昭和49年）- 5月、 株式会社ミートコンパニオン設立[2](東京都新宿区箪笥町　資本金1200万円）
- 1980年（昭和55年）- 11月、日本食品開発(株)を買収、別法人(株)日本カイハツミート設立(神奈川県相模原市　資本金2300万円）
- 1988年（昭和63年）- 5月、新潟工場竣工、十日町営業所開設。
- 1989年（平成元年）- 8月、和牛の肥育生産開始、新潟県に別法人(有)妻有牛肉生産公社設立。
- 1999年（平成11年）- 2月、(株)ミートコンパニオンに三井物産(株)資本参加、資本金5000万円に増資。
  - 4月、東京都畜産試験場の開発した高品質系統豚TOKYO Xの本格的販売を開始。
- 2002年（平成14年）- 2月、(株)太田屋食品の株式譲受、東京食肉市場内(東京都港区港南）にグループ共同仕入会社として、商号を(株)東京ミートセブンと変更し営業開始(資本金1000万円）
- 2003年（平成15年）- 7月、コアミミート(株)および(株)東畜の営業権を譲受。(株)日本カイハツミート品川支店、(株)ミートコンパニオン土浦工場およびハムソーセージ工場として営業を開始。
- 2005年（平成17年）- 5月、(株)ミートコンパニオン外食事業課を設置。直営店”炭火焼肉暖らん亭”1号店をオープン(横浜市青葉区）
- 2006年（平成18年）- 6月、東食サービス(株)の株式譲受、(株)ミートコンパニオンの関連子会社とする。(有)ダイヤビーフ外商部の営業権を譲受。(株)ミートコンパニオン業務卸課を設置して、営業を開始。
  - 10月、(株)東京ミートセブンと東食サービス(株)の２つの関連子会社を合併によって統合する商号を株式会社東食ミートセブンと変更する。
- 2009年（平成21年）- 4月、(株)ミートコンパニオン代表取締役社長に阿部昌史が就任。
  - 10月28日、新潟第二工場（十日町市）で全国初の肉脂をリサイクル燃料とするバイオボイラーを導入[3]。
- 2010年（平成22年）- 2月までに、これまで主に商社が担当してきた厚生労働省の審査を経て、マカオへの和牛の輸出取扱認定施設となった[4]。
- 2011年（平成23年）- 2月1日、農場管理獣医師会とともにフード・アクション・ニッポン・アワード2010の製造・流通・システム部門で入賞した[5]。7月25日、和光市で福島第一原子力発電所事故による放射性物質対策会議を開き、肥育牛のセシウム検査の実施などを始めた[6]。

## 事業所
- 和光事業所
- 新潟工場、十日町営業所
- 新潟第二工場デリカセンター
- 福島工場
- 鶴ヶ島工場
- 七輪牛タンDANRAN亭 立川店